# Casper Mortensen
Casper Mortensen (Copenhague, 14 de diciembre de 1989) es un jugador de balonmano danés que juega de extremo izquierdo en el HSV Hamburg y en la selección de balonmano de Dinamarca, con la que ganó la medalla de oro en los Juegos Olímpicos de Río de Janeiro 2016 y en el Campeonato Mundial de Balonmano Masculino de 2019.
También logró la medalla de plata en el Campeonato Mundial de Balonmano Masculino de 2013, en el Campeonato Europeo de Balonmano Masculino de 2014 y en el Campeonato Mundial de Balonmano Masculino Junior de 2009.

## Palmarés

### FC Barcelona
- Supercopa de España de Balonmano (3): 2019, 2020, 2021
- Copa Asobal (3): 2019, 2020, 2021
- Liga Asobal (3): 2019, 2020, 2021
- Copa del Rey de Balonmano (3): 2019, 2020, 2021
- Mundialito de clubes (2): 2018, 2019
- Liga de Campeones de la EHF (1): 2021

## Clubes
- Ajax København (2007-2009)
- Fredericia HK (2009-2011)
- Viborg HK (2011-2012)
- Bjerringbro-Silkeborg (2012-2014)
- Sønderjyske HB (2014-2015)
- HSV Hamburg (2015-2016)
- TSV Hannover-Burgdorf (2016-2018)
- F. C. Barcelona (2018-2021)
- HSV Hamburg (2021- )